# Wilhelm Angele
Wilhelm Angele (* 8. Februar 1905 in Memmingen; † 22. August 1996 in Richmond (Virginia)) war ein deutsch-amerikanischer Ingenieur für Raketensteuerungstechnik.

## Leben

### Familie
Wilhelm Angele war ein Sohn des aus Isny stammenden Bäckermeisters Wilhelm Angele senior und dessen Frau Magdalena. Wilhelm Angele senior hatte in Memmingen 1903 eine bestehende Bäckerei und Lohnkutscherei übernommen. Sein anderer Sohn Karl Angele gründete 1927 in Memmingen ein bis heute bestehendes Busverkehrsunternehmen. 1943 heiratete Wilhelm Angele junior Hildegard Zimmermann († 1995), mit der er zwei Töchter hatte, die beide in den USA leben. Er war eng befreundet mit dem Atom-, Elektrotechnik- und Raketenwissenschaftler Ernst Stuhlinger, der über Angele sagte, „es gibt kaum einen anderen Menschen in meinem Leben, von dem ich so vieles gelernt habe“.

### Beruf
Wilhelm Angele junior machte zunächst eine Lehre als Elektroinstallateur und war nach der Gesellenprüfung eine Zeitlang in diesem Beruf tätig. Ab Mitte der 1920er Jahre studierte er an der Technischen Hochschule Nürnberg Elektrotechnik. Anschließend trat er eine Stelle bei Siemens in Berlin an. Seine ursprüngliche Aufgabe dort war, an neuen Methoden zur Herstellung von Farb-Kinofilmen mitzuarbeiten. Auch für Agfa war er zeitweise tätig.

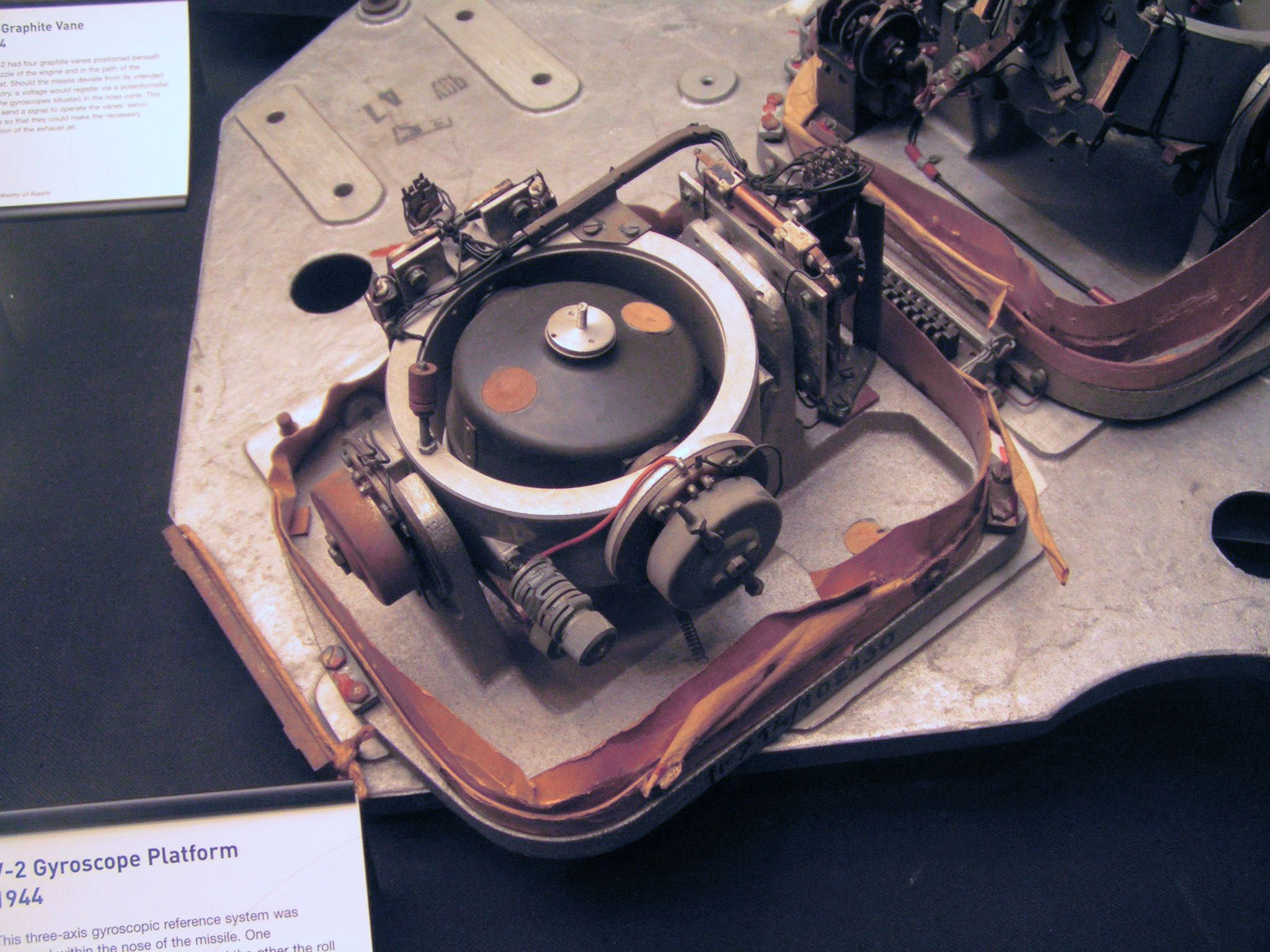
Ein Kreiselinstrument der V2-Steuerung; ausgestellt im Science Museum London

In der NS-Zeit entwickelte Angele für seinen Arbeitgeber im Auftrag der Wehrmacht (der er selbst nie angehörte) in einem Wissenschaftlerteam um Wernher von Braun elektrische Steuerungssysteme für das Aggregat 4 (V2). Angele übersiedelte jedoch nicht in die Heeresversuchsanstalt Peenemünde, sondern blieb in Berlin. Abteilungsleiter für Steuerung und Lenkung in Peenemünde war Helmut Gröttrup. Angele war dabei wesentlich an der Entwicklung der ersten Kreiselsteuerungen (Gyroskope) für Flugzeuge und elektrohydraulischer Rudermaschinen für die V2 beteiligt und entwickelte Luftlager für Kreiselinstrumente und Beschleunigungsmesser. Die Kreiselsteuerung dient dazu, unerwünschte Einflüsse wie Abdrift durch Wind oder Unregelmäßigkeiten im Antrieb auf die programmierte Flugbahn zu kompensieren. Bei der V2-Rakete wurden die Kreiselinstrumente erstmals direkt an die Steuerung angeschlossen.
Bei Kriegsende verlor Angele seinen Arbeitsplatz und sicherte seinen Lebensunterhalt zunächst als landwirtschaftlicher Hilfsarbeiter in der Nähe von Hannover. Auf ausdrücklichen Wunsch von Wernher von Braun wurde Angele 1946 im Rahmen des US-amerikanischen Project Paperclip, einem Teilprojekt der geheimen Operation Overcast, in die USA verbracht. Insgesamt waren 117 von den US-Behörden zuvor als unbelastete und ungefährliche „Mitläufer“ und als besonders befähigt und benötigt eingestufte Wissenschaftler, die zuvor im Entwicklungsteam der „Vergeltungswaffen“ gearbeitet hatten (sowie Wernher von Braun als Projektleiter) für das Project Paperclip ausgewählt worden. Sie sollten im Auftrag der Regierung an der Entwicklung des amerikanischen Weltraumraketenprogramms mitarbeiten. Erste Station war Fort Bliss bei El Paso in Texas, 1950 wurde das Team in das neue Raketen-Entwicklungszentrum Redstone Arsenal nach Huntsville (Alabama) verlegt, wo sie 1956 der neugegründeten Army Ballistic Missile Agency (ABMA) eingegliedert wurden und 1958 der neugegründeten US-Raumfahrtbehörde NASA. Bei der ABMA war Angele Leiter der Abteilung Präzisionsinstrumente im Entwicklungslabor für Steuerungen und Kontrollinstrumente (Guidance and Control Laboratory).
Ab den 1960er Jahren arbeitete Angele im Marshall Space Flight Center der NASA, das ebenfalls in der „Rocket City“ (Raketenstadt) Huntsville angesiedelt ist (es entstand 1960 auf dem südlichen Teil des Redstone Arsenal). Er war dort in der Abteilung Steuerungen und Kontrollinstrumente (Guidance and Control Division) des Astrionics Laboratory Bereichsleiter für die Entwicklung von Prototypen und neuen Produktionsmethoden (Pilot Manufacturing Development Branch) und stieg zuletzt bis zum Leiter der Abteilung für praktische Anwendungen der Raumfahrttechnik auf (division chief in charge of practical application of space hardware). Angele wirkte an vielen Projekten der NASA mit, darunter auch an der Entwicklung der Saturn-Raketen. Ein Spezialgebiet Angeles war die Entwicklung von Flachbandkabeln und der dazugehörigen Verbindungsteile, wofür er mehrere Patente anmeldete. Flachkabel sind in der Raumfahrt von Bedeutung, da sie weniger Platz beanspruchen als Rundkabel. 1968 erhielt Wilhelm Angele vom Institute for Interconnecting and Packaging Electronic Circuit (IPC) den „IPC President’s Award“. In den 1960er Jahren entwarf Angele auch Läppgeräte zur Herstellung absolut runder Kugeln und eine Methode zur Messung von kleinsten Rundheitsabweichungen (im Toleranzbereich von millionstel bis zehntelmillionstel Zoll).
Seine Entwicklungen trugen beim Wettlauf ins All während des Kalten Krieges der Vereinigten Staaten und der Sowjetunion wesentlich zu mehreren geglückten Mondflügen des Apollo-Programms bei – darunter auch zur ersten Mondlandung von Menschen im Rahmen der Mission Apollo 11 im Juli 1969. Im Auftrag der NASA würdigte Wernher von Braun später in einer Urkunde persönlich Angeles Beitrag „zum ehrgeizigsten Vorhaben der Menschheit“.
Zudem war Angele an der Entwicklung der ersten US-amerikanischen Satelliten beteiligt. Das letzte Projekt, an dem Angele im Process Engineering Laboratory des Marshall Space Flight Center der NASA maßgeblich mitwirkte, war die Herstellung ultraempfindlicher Quarzgyroskope, zu der die von Angele entwickelte Präzisionsmessmethodik von Kugelrundungen eine wichtige Grundlage darstellte. Ein solches Quarzgyroskop wird bei dem Gyroskopexperiment eingesetzt, das einen wesentlichen Bestandteil der Satellitenmission Gravity Probe B zur experimentellen Überprüfung der Allgemeinen Relativitätstheorie darstellt.
Nach seiner Pensionierung 1974 arbeitete Angele noch viele Jahre als Berater für US-amerikanische Luftfahrtunternehmen.
Neben seiner beruflichen Tätigkeit begeisterte sich Angele, wie auch der mit ihm befreundete Ernst Stuhlinger, im Privatleben für die Astronomie. Seit 1955 hatte er in der Von Braun Astronomical Society (VBAS; damals Rocket City Astronomical Association, RCAA), in der er 1954 Gründungsmitglied war, verschiedene Positionen inne. Am 15. November 1985 wurde eines der zwei Observatorien der VBAS, an dem Angele selbst mitgebaut hatte, nach ihm  benannt. Am 21. November 1983 erhielt er einen Award des Messier Club in der Astronomical League, dem Dachverband der Amateur-Astronomievereinigungen der USA, für die Beobachtung aller Messier-Objekte.
Wilhelm Angele starb mit 91 Jahren in einem Krankenhaus seines letzten Wohnortes Richmond in Virginia an Herzversagen.